# Холмс (округ, Огайо)
Округ Холмс (англ. Holmes County) располагается в штате Огайо, США. Официально образован 4 января 1825 года. По состоянию на 2010 год, численность населения составляла 42 366 человека.

## География
По данным Бюро переписи США, общая площадь округа равняется 1 098,109 км2, из которых 0,000 км2 суша и 1,450 км2 или 0,340 % это водоёмы.

## Население
По данным переписи населения 2000 года в округе проживает 38 943 жителей в составе 11 337 домашних хозяйств и 9 194 семей. Плотность населения составляет 36,00 человек на км2. На территории округа насчитывается 12 280 жилых строений, при плотности застройки около 11,00-ти строений на км2. Расовый состав населения: белые — 99,03 %, афроамериканцы — 0,33 %, коренные американцы (индейцы) — 0,06 %, азиаты — 0,06 %, гавайцы — 0,01 %, представители других рас — 0,13 %, представители двух или более рас — 0,40 %. Испаноязычные составляли 0,75 % населения независимо от расы.
В составе 44,30 % из общего числа домашних хозяйств проживают дети в возрасте до 18 лет, 71,50 % домашних хозяйств представляют собой супружеские пары проживающие вместе, 6,50 % домашних хозяйств представляют собой одиноких женщин без супруга, 18,90 % домашних хозяйств не имеют отношения к семьям, 16,10 % домашних хозяйств состоят из одного человека, 6,90 % домашних хозяйств состоят из престарелых (65 лет и старше), проживающих в одиночестве. Средний размер домашнего хозяйства составляет 3,35 человека, и средний размер семьи 3,82 человека.
Возрастной состав округа: 35,60 % моложе 18 лет, 10,40 % от 18 до 24, 25,70 % от 25 до 44, 17,80 % от 45 до 64 и 17,80 % от 65 и старше. Средний возраст жителя округа 28 лет. На каждые 100 женщин приходится 99,60 мужчин. На каждые 100 женщин старше 18 лет приходится 95,50 мужчин.
Средний доход на домохозяйство в округе составлял 36 944 USD, на семью — 40 230 USD. Среднестатистический заработок мужчины был 28 490 USD против 20 602 USD для женщины. Доход на душу населения составлял 14 197 USD. Около 10,50 % семей и 12,90 % общего населения находились ниже черты бедности, в том числе — 17,40 % молодежи (тех, кому ещё не исполнилось 18 лет) и 13,30 % тех, кому было уже больше 65 лет.
41,7 % населения графства составляют Амиши.